# Риттен Спорт
«Риттен Спорт» (итал. Ritten Sport) — итальянский хоккейный клуб из города Ренон. Основан в 1984 году. Выступает в Итальянской хоккейной лиге. Домашние матчи проводит в ледовом дворце «Арена Риттен».

## История

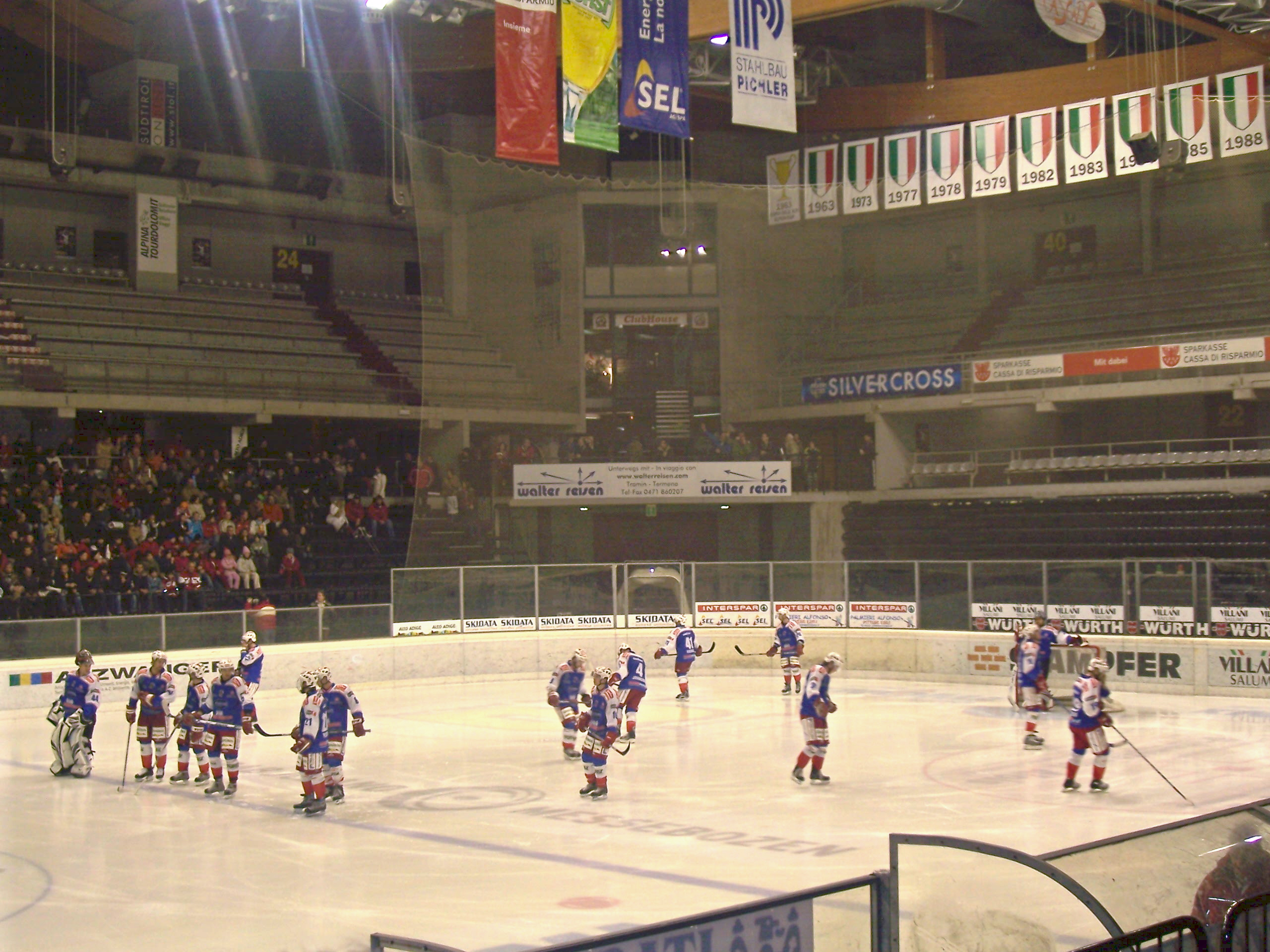
«Риттен Спорт» на раскатке перед матчем. 2006 год.

Хоккей в Реноне появился в 1929 году. Хоккейный клуб был основан в 1984 году под именем «СВ Ренон». В 2004 году название было изменено сначала на «Спорт Ренон», затем на «Риттен Спорт».
В 1980 годах, помимо «Ренона» в национальных лигах Италии играло ещё два клуба из этого же города — «Унтеринн» и «Риттенхорн». В 1984 году команде удалось выиграть Серию С, после чего все три клуба приняли решение объединиться в одну команду. В 1986 году команда вышла из Серии B в Серию А1 — вторую по силе лигу Италии. по итогам сезона 1987/88 команда вновь вылетела в третью лигу.
До сезона 2000/01 клуб выступал в третьей лиге. С 2001 по 2004 — во второй лиге. В 2004 году команде впервые удалось подняться в элитный дивизион. Наилучшие результаты клуба были достигнуты в первые десятилетия XXI века: несколько раз клуб уступал в финале плей-офф чемпионата Италии, а в 2014 году впервые в истории завоевал титул чемпиона страны.
В сезоне 2016/17 команда также выступает в международной Альпийской лиге.

## Достижения
- Серия А
  - Чемпион (2)  : 2014, 2016
- Кубок Италии по хоккею
  - Обладатели (1)  : 2010
- Серия В
  - Чемпион (1)  : 1999